# پل باتلر (بازیکن فوتبال، زاده ۱۹۷۲)
پل باتلر (انگلیسی: Paul Butler؛ زادهٔ ۲ نوامبر ۱۹۷۲) بازیکن فوتبال اهل بریتانیا است.
از باشگاه‌هایی که در آن بازی کرده‌است می‌توان به باشگاه فوتبال لیدز یونایتد، باشگاه فوتبال بری، باشگاه فوتبال ولورهمپتون واندررز، باشگاه فوتبال روچدیل، باشگاه فوتبال میلتون کینز دونز، و باشگاه فوتبال ساندرلند اشاره کرد.
وی همچنین در تیم ملی فوتبال جمهوری ایرلند بازی کرده‌است.